# Erich Martin (Maler)
Erich Gustav Christian Martin (* 14. Oktober 1905 in Büdingen; † 6. Mai 1977 in Frankfurt am Main) war ein deutscher Maler aus Offenbach am Main. Er ist ein Vertreter der klassischen Moderne und widmete sich als erster in Offenbach lebender Maler der abstrakten Kunst.

## Leben
Erich Martin wurde als Sohn des Kaufmanns Johann Christian Martin und seiner Frau Julia in Büdingen geboren. Da sein Vater aus Böhmen stammte, galten seine Söhne offiziell als Österreicher, ab 1918 als Tschechoslowaken. 1907 zog Familie Martin nach Offenbach am Main. Nach seinem Schulbesuch in der Offenbacher Bachschule (1912–1920) machte Erich Martin Lehren als Portefeuiller und – anschließend – als Lithograph bei der Firma Kramp und Co. in Offenbach. Von 1926 bis 1928 studierte er an der Kunstgewerbeschule (heute: Hochschule für Gestaltung, HfG) in Offenbach bei Richard Throll in der Fachklasse für dekorative Malerei und an der Zeichenakademie Hanau bei Reinhold Ewald.
Nach seinem Studium war Martin als freischaffender Künstler tätig. Er ist zu den sogenannten „Künstlern der Bachstraße“ zu zählen: die Stadt Offenbach hatte Künstlern günstige Ateliers und Wohnungen in der Bachstraße zur Verfügung gestellt, woraufhin eine Künstlerkolonie entstanden war. Viele Freundschaften verbanden Martin und seine Künstlerkollegen. Weitere Maler der Bachstraße waren beispielsweise Hans Antlitz (1902–1978), Paul Arnoul (1901–1946), Adolf Bode (1904–1970), Philipp Klöter (1891–1961), Ludwig Plaueln (1910–1971) und Fritz Volk (1915–1988).
1929 heiratete Erich Martin Eva Magdalena Richter, mit der er drei Kinder hatte.
Erich Martin war Gründungsmitglied des Bundes Offenbacher Künstler BOK (1926) und der Frankfurter Sezession (1953). Seit 1946 war er außerdem Mitglied der Neuen Darmstädter Sezession.
1942 wurde Martin, nachdem er zum Sudetendeutschen erklärt worden war, zum Kriegsdienst eingezogen. Eine Rückenerkrankung, die er sich während der sowjetischen Kriegsgefangenschaft zugezogen hatte, führte zu einer bleibenden Verkrümmung der Wirbelsäule. Dennoch begann Martin wieder zu künstlerisch zu arbeiten.
In seinem neuen Atelier in der Offenbacher Kirchgasse entstand 1969 ein vielbeachtetes Filmporträt für den Hessischen Rundfunk. Der Autor Dieter Leisegang wählte den provokanten Titel: „Gescheiterte Künstler, dargestellt am Beispiel Erich Martin“. Es ging um die Frage, warum Martins Werk kaum Beachtung durch Kunstmarkt und Öffentlichkeit fand. Der Autor kam zu dem Schluss, dass der Künstler zu unauffällig, zu still arbeite, um sich auf dem Kunstmarkt durchsetzen zu können. Martin sei gescheitert an seiner eigenen Bescheidenheit. Doch der Verzicht auf äußeren Erfolg mache ihn frei für seine Arbeit.
Zu Martins 70. Geburtstag würdigten ihn das Hessische Landesmuseum Darmstadt und das Kulturamt Offenbach mit Sonderausstellungen. Von der Stadt Offenbach bekam der Künstler 1975 die Bürgermedaille in Silber verliehen.
1977 starb Erich Martin in einem Frankfurter Krankenhaus. Er wurde auf dem Alten Friedhof in Offenbach begraben.

## Werk
Bereits als junger Künstler begann Erich Martin abstrakt zu malen. Doch nach der Machtübernahme durch die Nationalsozialisten 1933 zerstört er zum Schutz seiner Familie fast sein gesamtes abstraktes Werk, lediglich zwei abstrakte Bilder seines Frühwerks blieben erhalten. Während des Dritten Reiches malte Martin gegenständlich und sicherte sich seinen Lebensunterhalt durch Auftragsarbeiten.
Eine künstlerische Umsetzung des bedrohlichen Zeitgeschehens ist der „Spanien-Zyklus“ (1936–37). Martin äußerte sich damals in seinem Tagebuch pessimistisch: „Auch diese Arbeit ist verdammt, in der Mappe im Atelier zu liegen, anstatt vervielfältigt in die Öffentlichkeit zu gehen. – Ich halte es auf Dauer nicht aus, so heimlich zu wirken. Mit Harmlosigkeiten kann man sich sehen lassen, aber Kunst, die Schicksalhaftes zeigt, ist nicht erwünscht. Draußen tobt der Wahnsinn, der Mord, das Elend, aber davon wollen wir in der Kunst nichts sehen.“
Nach dem Krieg widmete sich Martin wieder der abstrakten Malerei und stellte seine Bilder an verschiedenen Orten der Rhein-Main-Region aus. Heute befinden sich die meisten Werke Erich Martins im Hessischen Landesmuseum Darmstadt und im Haus der Stadtgeschichte in Offenbach am Main, wo ihm seit 2011 eine Dauerausstellung gewidmet ist.

## Werke (Auswahl)
- Frau auf Baumstamm sitzend (Öl auf Leinwand, 60 × 45 cm; Museum Kunst der Verlorenen Generation, Salzburg)[4]

## Ausstellungen (Auswahl)
- 1931: Beteiligung an der Ausstellung „Aquarelle“ in der Kunsthalle am Rheintor Darmstadt; Sommerausstellung Mathildenhöhe Darmstadt
- 1932: Beteiligung an der Ausstellung „12 Maler malen eine Frau“, Mathildenhöhe Darmstadt
- 1934: Ausstellungsbeteiligung an der Jahresausstellung des „Bundes Offenbacher Künstler“ (BOK)
- 1935: Sonderausstellung im Frankfurter Kunstverein
- 1939: Einzelausstellung des Kulturamts in der Stadtbibliothek Offenbach
- 1946: Beteiligung an der Ausstellung „Malerei im XX. Jahrhundert“, Nassauischer Kunstverein Darmstadt
- 1947: Einzelausstellung in der Meisterschule Offenbach (heute: HfG Offenbach)
- 1948: Einzelausstellung in der Galerie Hillesheimer, Wiesbaden
- 1952: Einzelausstellung in der Zimmergalerie Franck, Frankfurt; Sonderausstellung im Kunstdienst auf der Mathildenhöhe Darmstadt
- 1958: Einzelausstellung in der Galerie Bergsträsser, Darmstadt
- 1959: Sonderausstellung von Zeichnungen im Frankfurter Kunstverein
- 1964: Beteiligung bei einer Ausstellung im Funkhaus des Hessischen Rundfunks, Frankfurt
- 1969/1970: Ausstellungen im Deutschen Ledermuseum, im Rahmen von Veranstaltungen der VHS Offenbach
- 1974: Einzelausstellung Studio Berggemeinde Frankfurt
- 1975: Sonderausstellung „Zeichnungen und Temperabilder“, Hessisches Landesmuseum Darmstadt; Einzelausstellung des Kulturamtes im Rathaus der Stadt Offenbach
- 1976: Sonderausstellung in der Galerie Ostertag, Frankfurt
- 1985: Einzelausstellung des Kulturamtes Offenbach
- 1995: Ausstellung „Vom Bürgeridyll zur Ruinenstadt“ im Stadtmuseum Offenbach mit Werken Erich Martins und anderer Künstler
- 2005: Ausstellung in der Galerie Brenner, Offenbach
- 2009: Retrospektive im Haus der Stadtgeschichte Offenbach
- 2011: Kunst der Moderne: Erich Martin, Bernardbau, Haus der Stadtgeschichte, Offenbach[5]